# Edwin Rollett
Edwin Rollett (* 24. Jänner 1889 in Graz, Österreich-Ungarn; † 7. Dezember 1964 in Wien) war ein österreichischer Erzähler, Kritiker und Publizist.

## Leben und Werk

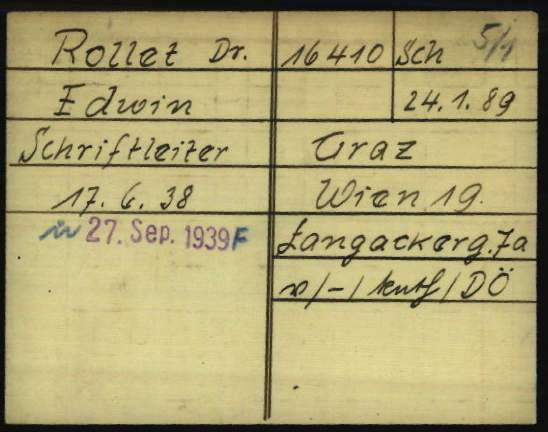
Registrierungskarte von Edwin Rollett als Gefangener in nationalsozialistischen Konzentrationslager Dachau

Edwin Rollett war Sohn des ab 1863 an der Universität Graz lehrenden Physiologen Alexander Rollett (1834–1903) und jüngerer Bruder der Medizinerin Oktavia Aigner-Rollett (1877–1959). Er studierte ab 1908 Germanistik und klassische Philologie an den Universitäten Graz und Prag. Nach der Promotion zum Dr. phil. 1912 erhielt er 1913 einen Redaktionsposten bei der Österreichischen Rundschau. 1915 wurde er zum Militärdienst eingezogen, kam an die Isonzofront und geriet 1916 in russische Kriegsgefangenschaft. 1921 kehrte er nach Wien zurück, erhielt einen Posten bei der Wiener Zeitung und baute den Kultur- und Theaterteil der Zeitung aus. Zudem war er Korrespondent für verschiedene kroatische Zeitungen sowie von 1928 bis 1933 der Münchner Zeitung. 1938 wurde er zum Leiter der Wiener Kleinen Volks-Zeitung berufen.
Für Rollett hatte seine in der Zwischenkriegszeit ausgeübte Tätigkeit als Kulturredakteur der „Wiener Zeitung“ nach dem Anschluss Österreichs an das nationalsozialistische Deutsche Reich schwerwiegende Folgen: Rollett hatte den in Deutschland bei den Nationalsozialisten durch seine als „entartet“ qualifizierte Jazzoper Jonny spielt auf unliebsam gewordenen Komponisten Ernst Krenek zur Mitarbeit in der „Wiener Zeitung“ eingeladen. Damit war nun Rollett selbst bei den Nationalsozialisten zur Persona non grata innerhalb des Reichsverbandes geworden. Am 10. Juli 1938 wurde er verhaftet und ins Konzentrationslager Dachau deportiert, ein Haftgrund wurde offiziell nicht bekanntgegeben. In weiterer Folge erfolgte die Überstellung ins Konzentrationslager Flossenbürg, wo er im Steinbruch arbeiten musste. Bis 1940 verblieb er im Konzentrationslager, 1945 kam er in Gestapohaft.
Nach dem Krieg wurde er Leiter des Wiener Ullstein Verlags. Rollett war auch Herausgeber der Neuen Österreichischen Biographie ab 1935 (Band 8) und der Reihe Ewiges Wort ab 1946. Von 1945 bis 1951 fungierte er als Gründungspräsident des Österreichischen Schriftstellerverbandes.
Sein ehrenhalber gewidmetes Grab befindet sich auf dem Grinzinger Friedhof (Gruppe 19, Nummer 16) in Wien.

## Auszeichnungen
- 1947: Berufstitel Professor[8]
- 1949: Ehrenring der Stadt Wien[8]
- 1957: Preis der Stadt Wien für Publizistik

## Schriften (Auswahl)
- —. Fritz Cecerle (Musik): Die sündige Welt. Ein Spiel in zwei Akten. D. A.G. – V(erlag) Gothia, Graz s. a., OBV.
- Franz Grillparzer, — (Hrsg.): Gesammelte Werke. Auf Grund der von der Gemeinde Wien veranst(alteten) krit(ischen) Gesamtausg(abe). (Neun Bände). Schroll, Wien 1923–25, OBV.
- Geleitwort. In: Walter von Molo: Wie sie das Leben zwangen. Roman. Deutsche Buch-Gemeinschaft, Berlin 1926, OBV.
- Graz. Der Glückwunsch eines Abtrünnigen. In: Wiener Zeitung, Nr. 226/1928 (CCXXV. Jahrgang), 29. September 1928, S. 4 unten, ff. (online bei ANNO).
- Der Stier. In: Waldemar Bonsels, Michael Biró (Ill.): Naemi. Glöckner-Verlag, Berlin/Wien 1929, OBV.
- Leonhard Frank. Zum 50. Geburtstag am 4. September. In: Wiener Zeitung, Nr. 205/1932 (CCXXIX. Jahrgang), 4. September 1932, S. 1 unten f. (online bei ANNO).
- Rußlandbücher aus Vergangenheit und Gegenwart. In: Wiener Zeitung, Nr. 260/1932 (CCXXIX. Jahrgang), 9. November 1932, S. 1 unten ff. (online bei ANNO).
- Max Mell. In: Wiener Zeitung, Nr. 261/1932 (CCXXIX. Jahrgang), 10. November 1932, S. 9, unten rechts. (online bei ANNO).
- Karl Kraus. Fromme, Wien 1934, OBV.
- — (Red.): Nationalsozialist oder Kommunist? Theo Habicht. Der Bundeskommissär für Propaganda, Wien 1934, OBV.
- — (Red.): Nationalsozialismus, die zweite Gefahr. Ein Weckruf an alle Oesterreicher. Verlag Rollett, Wien 1935, OBV.
- — (Red.): Die zweite Gefahr. Ein Weckruf an alle Oesterreicher. Österreichischer Heimatdienst, Wien 1936, OBV.
- Viktor Matejka, Leopold Liegler, —: Aufruf zur Gründung einer Karl-Kraus-Gesellschaft. Ueberreuter, Wien 1945, OBV.
- Kulturpflicht und Wirtschaftsnot. Waldheim-Eberle, Wien 1946, OBV.
- Österreichische Gegenwartsliteratur. Aufgabe, Lage, Forderung. Neues Österreich (Zeitungs- und Verlagsgesellschaft), Wien 1946, OBV.
- Der Schriftsteller in der Demokratie. (Denkschrift). Waldheim-Eberle, Wien 1947, OBV.
- Gottfried Keller, — (Hrsg.): Die Leute von Seldwyla. (Zwei Bände). Ullstein, Wien 1948, OBV.
- Conrad Ferdinand Meyer, — (Hrsg.): Novellen. (Zwei Bände). Ullstein, Wien 1948, OBV.
- Johann Wolfgang von Goethe, — (Hrsg.): Faust. Erster und zweiter Teil. Ullstein, Wien 1949, OBV.
- Die schöne Literatur und ihre Widersacher von heute. (Denkschrift). Verband demokratischer Schriftsteller und Journalisten Österreichs, Wien 1949, OBV.
- Moritz von Schwind, — (Hrsg.): Silhouetten aus Baden. Druckerei und Verlag der Österreichischen Staatsdruckerei, Wien 1953, OBV.
- — (Red.): Burgtheater. Festschrift zur Wiedereröffnung 1955. Bundestheaterverwaltung (Hrsg.), Wien 1955, OBV.
- Otto Stoessl, — (Hrsg., Einleitung): Egon und Danitza. Erzählung. Stiasny, Graz/Wien 1957, OBV. – Volltext online.
- 75 Jahre neues Burgtheater. Bundeskanzleramt-Bundespressedienst, Wien 1963, OBV.
- Variation. In: Otto Stoessl: Der Geist der Alten. Verlag Gratis und Franko, Wien 1989, OBV.